# Мяу (кіт)
Мяу (англ. Meow; також відомий як «Мяу товстий кіт» (англ. Meow the fat cat); нар.?, 2010 — пом. 5 травня 2012) — домашній кіт, до якого привернув міжнародну увагу притулок для тварин, через намагання зменшити вагу тіла кота, щоб його могли взяти нові господарі. Однак Мяу помер від легеневої недостатності через два тижні після передання його в притулок для тварин, 5 травня 2012. На момент смерті був найважчим котом у світі, вагою 18 кг.

## Вага
Домашні кішки схожі за розміром з іншими породами Котячих, як правило, вагою від 4 кг до 5 кг. Тим не менше, Мяу важив 18 кг, що зробило його найважчим котом у світі в той час, хоча і не найважчим за всю історію. Хіммі, кіт з Австралії, вагою 21,3 кг помер на десятому році життя в 1986 році. Книга рекордів Гіннеса, з того часу зупинила запис в категорії «найважчі домашні тварини в світі» для того, щоб перешкодити навмисному перегодовуванню тварин.
Будучи найважчим котом в той час, Мяу іноді з'являвся на телешоу в США. Одне з них — «Anderson Live», з американським телеведучим Андерсоном Купером. Мяу взяв участь в епізоді «Anderson Live» 30 квітня 2012 року, з Купером, який тримав товстого кота.

## Втрата ваги і смерть
Мяу був перевезений до притулку для тварин за два тижні до його смерті, тому що його 87-річна власниця більше не могла піклуватися про нього. У притулку Мяу посадили на сувору високобілкову дієту; очікувалося, що кіт схудне. Притулок також планував опублікувати плани дієт для зменшення ваги на своїй сторінці в Facebook. Під час його перебування в притулку дієта почала давати результати. Мяу втратив 0,9 кг. Притулок планував зменшити вагу Мяу, принаймні, на 4,5 кг, так щоб вага була придатною для повноцінного життя. Тим не менше, 2 травня 2012 року в Мяу почалися проблеми з диханням. Після проходження низки тестів, які включали рентгенограму та серцеве УЗД. Кіт проходив курс лікування, до складу якого входила киснева терапія. 4 травня Мяу був доставлений у ветеринарну клініку на термінове лікування. Чотири ветеринари намагалися врятувати йому життя, але, на жаль, він помер у другій половині дня 5 травня.